# 광양 신룡리 형제 의병장 묘역 및 쌍의사
광양 신룡리 형제 의병장 묘역 및 쌍의사는 대한민국 전라남도 광양시 봉강면에 있는, 1593년 임진왜란때 순절한 강희보, 희열 형제 의병장을 기리기 위하여 1992년에 시에서 건립한 사당이다. 2007년 7월 4일 광양시의 향토문화유산 제3호로 지정되었다.

## 개요
1593년 임진왜란때 순절한 강희보, 희열 형제 의병장을 기리기 위하여 1992년에 시에서 건립한 사당이다. 바로 옆에는 근사한 주택이 있다. 
형제는 봉강면 신천마을에서 고려중기 현종때 명장 은렬공 강민정의 14세 손이요 뒷날 순천부사를 지낸 강천상(姜天詳)의 아들로 태어났다. 1492년 임진왜란이 일어나자 형 강희보는 광양에서 100여명의 의병을 모아서 그때 당시 영호남을 잇는 군사적 요충지인 단성(丹誠, 지금의 경남 산청)에서 적과 싸우고 있던 백부(伯父)인 강인상(姜麟?)을 구하기 위하여 달려가 함께 싸웠다.
1593년 6월 21일 진주성에서 시작된 왜군과의 치열한 공방전 속에서 강희보는 1593년 6월 27일 장렬한 최후를 마쳤으며 동생 희열도 동년 6월 29일 성(城)의 함락과 더불어 장렬한 최후를 마쳤다. 이 전투에서 희보·희원·희열·희복의 4형제가 모두 순절하였다. 뒷날 조정에서 희보·희열 형제를 진주 창열사에 배향하였고 영조 40년에는 희보에게는 호조좌랑(정6품)에, 희열에게는 병조참의(정3품)에 추증하였다.
형제의병장 사당에서는 매년 10월 광양향교 유림회와 숭모회에서 진주강씨 광양문중과 함께 시제를 모시고 있다.

## 같이 보기
- 진주 창렬사 - 경상남도 문화재자료 제5호